# Лапин, Евгений Владиславович
Евгений Владиславович Лапин (род. 8 мая 1980, Липецк) — российский хоккеист, нападающий. Мастер спорта России.

## Биография
Воспитанник липецкого хоккея. Начинал играть за «Торпедо-2» Ярославль (1996/97 — 1997/98). В РХЛ, Суперлиге и ВХЛ выступал за клубы «Торпедо» Ярославль (1998/99 — 1999/2000), «Металлург» Новокузнецк (2000/01, 2002/03 — 2005/06), «Динамо» Москва (2001/02), ЦСКА (2002/03), СКА СПб (2006/07), «Сибирь» Новосибирск (2007/08, 2008/09 — 2009/10), ХК МВД (2007/08). Играл за клубы ВХЛ «Молот-Прикамье» (2010/11), «Рубин» Тюмень (2010/11), за «Липецк» (2010/11), «Буран» Воронеж (2011/12).
Бронзовый призёр чемпионата Европы среди юниорских команд 1998. Серебряный призёр чемпионата мира среди молодёжных команд 2000.
Играл в товарищеских матчах за сборную России в 2003 году.
Член «Русского психоаналитического общества», спортивный психолог, психолог СДЮСШОР им. А. И. Чернышева ХК «Динамо» Москва. Окончил Липецкий государственный педагогический университет и Московский институт психоанализа.
Сын Роман (род. 2006) — хоккеист.